# AN-M8煙霧彈

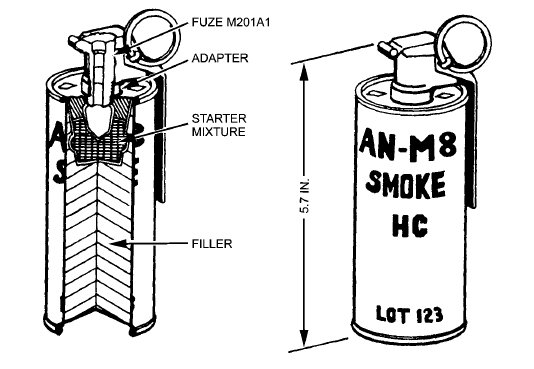
AN-M8煙霧彈的繪圖

AN-M8 HC 煙霧彈(英語: Army/Navy Model 8 HC Smoke Grenade，陸軍/海軍8型煙霧彈)，是一款美國軍隊使用的煙霧彈。它被用作地對地的掩護用途，設置煙幕或為空對地攻擊、炮兵標示轟炸目標。

## 歷史
AN-M8煙霧彈研發於1940年代，使用鋼製外殼包覆。它可以發出密集的白色煙霧，煙霧可以停留105至150秒。
AN-M8煙霧彈由第二次世界大戰起被美軍和其他同盟國軍隊廣泛地使用直至1990年代。2000年9月版本的FM 3-23.30 Grenades and Pyrotechnic Signals手冊中，AN/M8煙霧彈被指出已經過時。

## 技術細節
AN-M8煙霧彈能用於設置煙幕，標記目標區域以及是用作訊號傳遞。然而，士兵通常會使用能釋放有顏色煙霧的AN-M18煙霧彈來完成後兩個種類的任務。 
| 陸軍/海軍8型煙霧彈 (AN-M8) | 陸軍/海軍8型煙霧彈 (AN-M8)                                           |
| -------------------------- | -------------------------------------------------------------------- |
| 顏色/標示                  | 淺綠色罐身，黑色標示，白色頂蓋                                       |
| 罐身材質                   | 鋼製罐身                                                             |
| 引信                       | M201A1拉環式引信- 一款以類似捕鼠夾原理運作的引信，提供1.2至2秒的延時 |
| 填充物                     | 19盎司（540克）C型六氯乙烷 (HC)混合劑                                |
| 重量                       | 24盎司（680克）                                                      |
| 有否安全扣?                | 沒有                                                                 |
| 射程                       | 單兵投擲距離約為30英尺                                               |
| 煙霧釋放時長               | AN-M8煙霧彈能釋放105至150秒（1.75至2.5分鐘）的密集白色或灰色煙霧     |

## 毒性
AN-M8 HC 煙霧彈釋出的HC煙霧比M18煙霧彈的更具毒性。這些煙霧含有酸性的氯化鋅 (ZnCl2)，接觸到水後會產生強烈的氫氯酸。

## 流行文化

### 電子遊戲
- 2021年《應徵入伍》：為盟軍使用。